# Districte de Pelhřimov
El districte de Pelhřimov - (txec) Okres Pelhřimov - és un districte de la regió de Vysočina, a la República Txeca. La capital és Pelhřimov.

## Llista de municipis
Pelhřimov -
Arneštovice -
Bácovice -
Bělá -
Bohdalín -
Bořetice -
Bořetín -
Božejov -
Bratřice -
Budíkov -
Buřenice -
Bystrá -
Cetoraz -
Čáslavsko -
Častrov -
Čejov -
Čelistná -
Černov -
Černovice -
Červená Řečice -
Čížkov -
Dehtáře -
Dobrá Voda -
Dobrá Voda u Pacova -
Dubovice -
Důl -
Eš -
Hojanovice -
Hojovice -
Horní Cerekev -
Horní Rápotice -
Horní Ves -
Hořepník -
Hořice -
Humpolec -
Chýstovice -
Chyšná -
Jankov -
Ježov -
Jiřice -
Kaliště -
Kámen -
Kamenice nad Lipou -
Kejžlice -
Koberovice -
Kojčice -
Komorovice -
Košetice -
Krasíkovice -
Křeč -
Křelovice -
Křešín -
Leskovice -
Lesná -
Lhota-Vlasenice -
Libkova Voda -
Lidmaň -
Litohošť -
Lukavec -
Martinice u Onšova -
Mezilesí -
Mezná -
Mladé Bříště -
Mnich -
Moraveč -
Mysletín -
Nová Buková -
Nová Cerekev -
Nový Rychnov -
Obrataň -
Olešná -
Ondřejov -
Onšov -
Pacov -
Pavlov -
Píšť -
Počátky -
Polesí -
Pošná -
Proseč -
Proseč pod Křemešníkem -
Putimov -
Rodinov -
Rovná -
Rynárec -
Řečice -
Salačova Lhota -
Samšín -
Sedlice -
Senožaty -
Staré Bříště -
Stojčín -
Střítež -
Střítež pod Křemešníkem -
Svépravice -
Syrov -
Těchobuz -
Těmice -
Ústrašín -
Útěchovice -
Útěchovice pod Stražištěm -
Útěchovičky -
Včelnička -
Velká Chyška -
Velký Rybník -
Veselá -
Věžná -
Vojslavice -
Vokov -
Vyklantice -
Vyskytná -
Vysoká Lhota -
Vystrkov -
Zachotín -
Zajíčkov -
Zhořec -
Zlátenka -
Želiv -
Žirov -
Žirovnice